# Sándor Kopácsi
Sándor Kopácsi (Miskolc, 5 marzo 1922 – Toronto, 2 marzo 2001) è stato un politico ungherese, personaggio di spicco nella rivoluzione scoppiata a Budapest il 23 ottobre 1956, insieme al Presidente del Consiglio Imre Nagy e al Ministro della Difesa Pál Maléter.

## Biografia

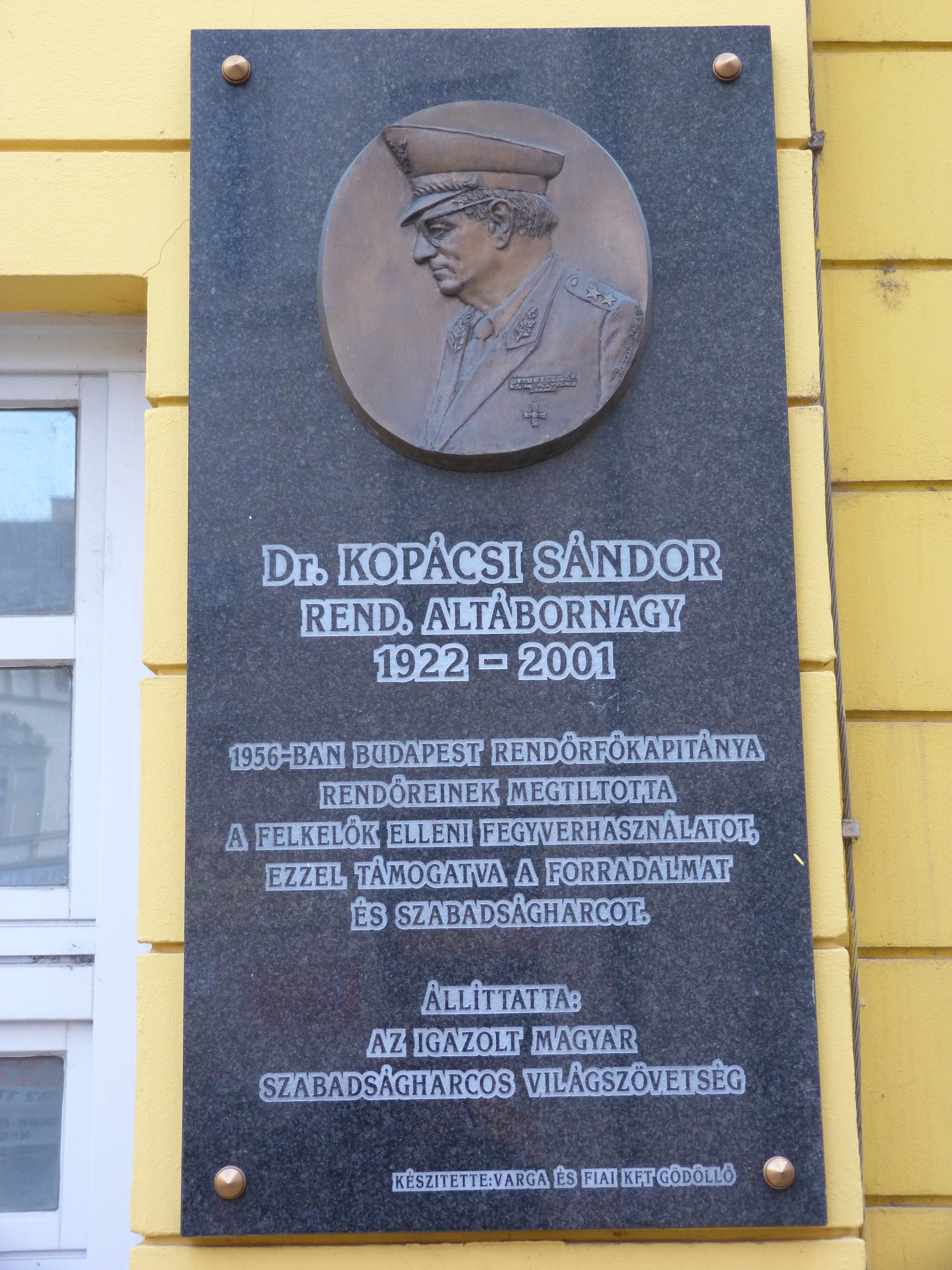
Placca commemorativa al Dr. Kopácsi Sándor

Nato il 5 marzo 1922 a Miskolc, città industriale ungherese, era figlio di un operaio, leader locale del partito socialdemocratico. Compì studi tecnico-industriali e lavorò come operaio metallurgico alla Dimavag durante gli anni della guerra. Nel 1944, con la sua famiglia, si unì alla resistenza, contro l'occupazione nazista del paese. Dopo la liberazione da parte dell'esercito sovietico, entrò nelle file del Partito Comunista Ungherese e, a conclusione della scuola ufficiali, entrò in polizia.
Prese così il via una carriera rapidissima, un'ascesa tutta compiuta entro gli apparati del potere: uomo di fiducia alla vigilanza del Comitato Centrale del Partito, poi addetto alla persona dello stesso segretario generale Mátyás Rákosi. Nel 1952, a soli trent'anni, fu nominato questore di Budapest.
Nel 1953 diventò parlamentare, eletto nella decima circoscrizione della capitale ungherese.
Fu subito dopo il XX congresso del PCUS del febbraio 1956 che Kopácsi, durante un'assemblea, si schiera apertamente contro lo stesso Rákosi al quale chiede una decisa autocritica.
Messosi dalla parte degli insorti allo scoppio della rivolta del 1956, fu arrestato dal generale sovietico Serov e, processato dalla Corte Suprema, condannato all'ergastolo il 15 giugno 1958. Il 25 marzo 1963, grazie all'amnistia generale decretata da Nikita Krusciov, fu scarcerato.
Ottenuto il permesso, nel 1969, di terminare gli studi in legge non riuscì però a trovare un impiego adatto alla sua nuova qualifica. Decise così di lasciare l'Ungheria e nel 1975 emigrò in Canada con la moglie Ibolya. Rientrato in Ungheria nel 1989, l'anno successivo fu pienamente riabilitato.
È morto a Toronto (Canada) il 2 marzo 2001 mentre era in visita a sua figlia Judith.
Ha lasciato un libro di memorie sugli avvenimenti del 1956, tradotto in varie lingue.